# Filipe de Saboia
Filipe de Saboia  nasceu por volta de 1417 e morreu cerca de 1444. Filho de Amadeu VIII de Saboia, recebeu como apanágio o Condado de Genebra e sucedeu-lhe entre 1434 e 1444.
| Antecessor            | Filipe de Sabóia (1317- †1444)                 | Sucessor              |
| --------------------- | ---------------------------------------------- | --------------------- |
| Amadeu VIII de Saboia | Conde de Genebra da Casa de Sabóia 1434 - 1444 | Luís, Duque de Saboia |